# ジェーン&セルジュ
『ジェーン&セルジュ』（原題：Jane Birkin Serge Gainsbourg）は、セルジュ・ゲンスブールがジェーン・バーキンをパートナーに迎えて1969年に発表したアルバム。

## 解説
1967年末、セルジュ・ゲンスブールは当時の恋人ブリジット・バルドーとのデュエット曲「ジュ・テーム・モワ・ノン・プリュ」を録音するが、バルドー側の意向によりお蔵入りとなった。セルジュはその後ブリジットと別れ、1968年には映画『スローガン』でイギリス人女優のジェーン・バーキンと共演した。出会った当時は、セルジュはジェーンに対して良い印象を持たなかったが、2人は同作の主題歌「スローガンの歌（原題：La chanson de Slogan）」をデュエットで歌い、後に事実婚の関係となった。
同年11月から12月にかけて10曲が録音され、その中には、ジェーンとのデュエットによる「ジュ・テーム・モワ・ノン・プリュ」の再録音も含まれていた。「ジェーンB.〜私という女」は、フレデリック・ショパンの「24の前奏曲作品28 第4番 ホ短調」の旋律を元にした曲。また、ゲンスブールが以前に他の歌手に提供した楽曲も歌われた。「太陽の真下で」はアンナ・カリーナがTVミュージカル『アンナ』（1967年放映）のために歌った曲のリメイクで、「アニーとボンボン」はフランス・ギャルの歌で1966年に大ヒットした曲のリメイク。そして、バーキンと出会う前に録音されていた「マノン」も加えた11曲入りのアルバムとして発表される。
「ジュ・テーム・モワ・ノン・プリュ」は世界的なヒット・シングルとなり、イギリスでは、英語以外の言語で歌われた曲としては初めてシングル・チャートで1位を獲得した。しかし、同曲は内容が猥褻であるとして物議を醸し、国によっては放送禁止に指定された。騒動を恐れたフィリップス・レコードは、同曲の発売権をディスクAZに譲り、間もなく1曲目を「スローガンの歌」に差し替えた再発盤を発売した。本作がCD化された際も、一時は「スローガンの歌」を含むヴァージョンだったが、後に初回盤と同様の内容で再発された。
アメリカ盤や日本盤の初回発売時は、フランスの初回盤と同様「ジュ・テーム・モワ・ノン・プリュ」が1曲目という内容だが、ジャケットはそれぞれの国で独自のデザインに変更された。
ジェーンはその後、セルジュのアルバム『メロディ・ネルソンの物語』（1971年）にも参加するが、間もなく娘のシャルロットを出産したため活動を中止し、単独名義での歌手デビューは1973年まで持ちこされた。

## 収録曲
特記なき楽曲はセルジュ・ゲンスブール作詞・作曲。編曲は全曲ともアーサー・グリーンスレイド（Arthur Greenslade）による。
1. ジュ・テーム・モワ・ノン・プリュ - "Je t'aime... moi non plus" - 4:23
2. はかない恋 - "L'anamour" - 2:17
3. オランウータン - "Orang outang" - 2:28
4. 太陽の真下で - "Sous le soleil exactement" - 2:52
5. 18 - 39 - "18-39" - 2:39
6. 69年はエロな年 - "69 année érotique" - 3:21
7. ジェーンB.〜私という女 - "Jane B" (Serge Gainsbourg, Frédéric Chopin) - 3:09
8. エリザ - "Elisa" (S. Gainsbourg, Michel Colombier) - 2:31
9. カナリヤはバルコニーに - "Le canari est sur le balcon" - 2:20
10. アニーとボンボン - "Les sucettes" - 2:37
11. マノン - "Manon" - 2:41

リード・ボーカルの内訳は下記の通り。
- 1. 6. 10. - セルジュ・ゲンスブール&ジェーン・バーキン
- 2. 4. 8. 11. - セルジュ・ゲンスブール
- 3. 5. 7. 9. - ジェーン・バーキン